# Adamantina-Formation
Die Adamantina-Formation ist eine lithostratigraphische Einheit (Formation) von Sedimentgesteinen aus der Oberkreide des südlichen Brasiliens. Sie gehört zur Bauru-Gruppe, deren Sedimente sich im Bauru-Becken, einem Teilabschnitt des Paraná-Beckens, abgelagert haben. Der Name der Formation ist von der Stadt Adamantina im brasilianischen Bundesstaat São Paulo abgeleitet.

## Stratigraphische Gliederung

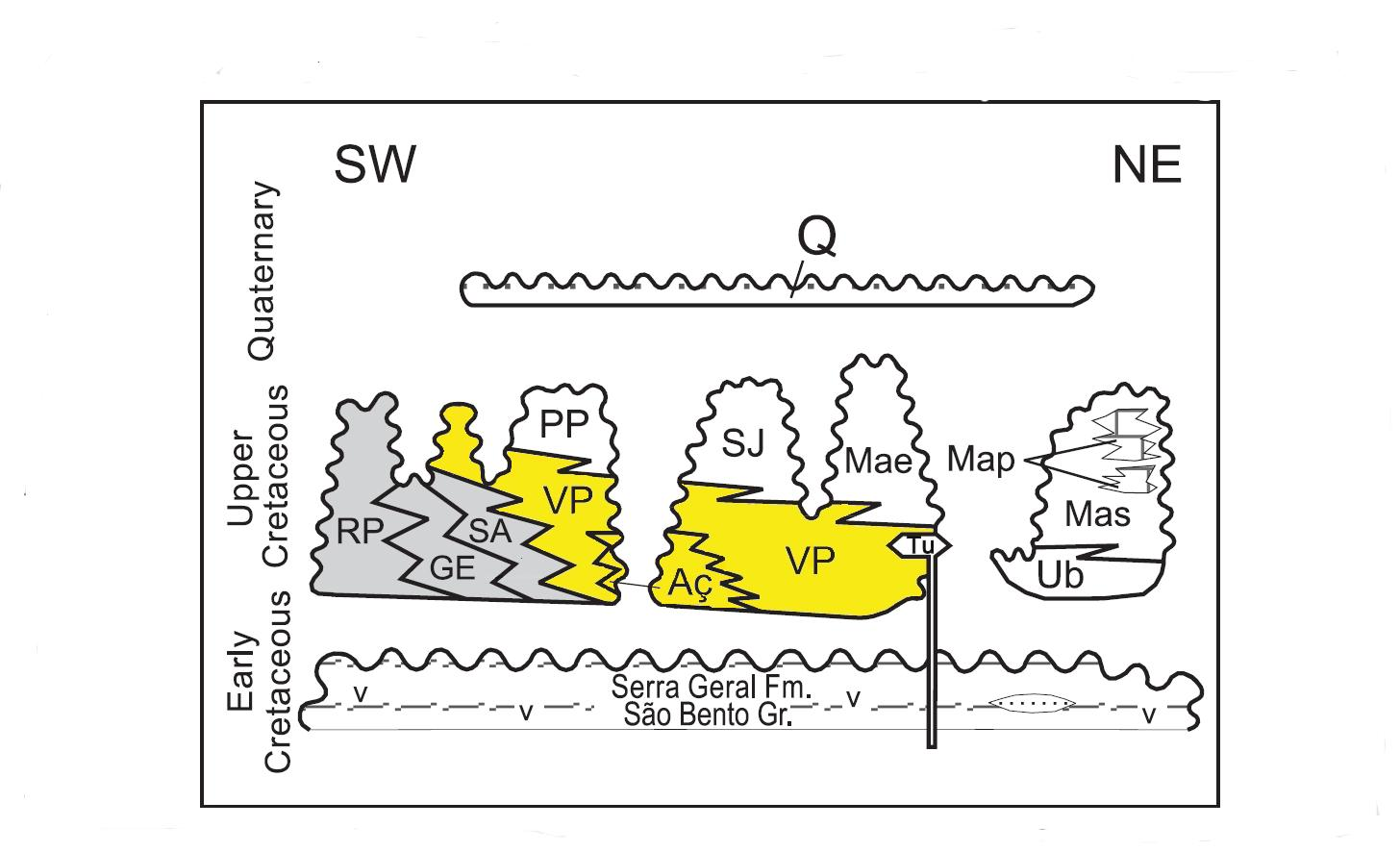
Stratigraphie des Paraná-Beckens – die Adamantina-Formation in Gelb

Die Adamantina-Formation lagert konkordant auf einer erosiven Diskordanz der Basalte der Serra-Geral-Formation auf und wird von der Marília-Formation oder deren südwärtigen Äquivalenten (São-José-do-Rio-Preto-Formation und Presidente-Prudente-Formation) überdeckt. Im Südwesten  verzahnt sie sich mit der Santo-Anastácio-Formation oder überlagert sie, nach Nordosten verzahnt sie sich mit der Uberaba-Formation. Sie enthält außerdem die analcimführenden Vulkangesteine der Taiúva-Formation.

Die Formation gliedert sich in folgende Einheiten:
- Vale-do-Rio-do-Peixe-Formation und
- Araçatuba-Formation an der Basis im Zentralbereich des Ablagerungsraumes

## Beschreibung
Die Sedimentgesteine der Adamantina-Formation sind in den brasilianischen Bundesstaaten Goiás, Mato Grosso do Sul, Minas Gerais und im westlichen São Paulo aufgeschlossen.
Es liegt keine absolute Altersdatierung für diese Gesteine vor, sie werden meist in den Zeitabschnitt Turonium bis Santonium gestellt, aber auch Campanium bis Maastrichtium wird in Erwägung gezogen.
Die Adamantina-Formation ist eine kontinentale Rotfazies und besteht hauptsächlich aus Sandsteinen und Siltsteinen, die unter semiariden Bedingungen abgelagert wurden. Mit äolischen Sandsteinen und dazugehörigen zwischengeschalteten Lößhorizonten (sie bilden zusammen die Vale-do-Rio-do-Peixe-Formation) überlagert sie die unterkreidezeitlichen Basalte der Serra-Geral-Formation. Auf den Basalten hatte sich ein endorheisches Entwässerungsnetz (Wadis) herausgebildet mit einem großen Sumpfgebiet in seinem Zentralteil. In diesem Sumpf kamen die generell feinkörnigeren Sedimente der Araçatuba-Formation zur Ablagerung – meist Siltsteine, aber auch graugrüne Sandsteine mit karbonathaltigem Zement. Die Sumpflandschaft fiel periodisch trocken – dokumentiert durch Trockenrisse und Pseudomorphosen nach Gips und Dolomit. Letztendlich wurde der Paläosumpf von den vorrückenden Sanddünen der Vale-do-Rio-do-Peixe-Formation zugeschüttet.

## Fossilinhalt
Die Adamantina-Formation führt eine moderate Wirbeltierfauna, darunter auch Dinosauriertaxa. Bekannt ist die Formation für Titanosauridae wie z. B. Adamantisaurus mezzalirai und Maxakalisaurus topai. Von Dinosauriern liegen außerdem Osteodermen vor.
Generell setzen sich die Dinosaurierfunde zusammen aus Überresten von typischen Vertretern des australen Gondwanas (Aeolosaurus und Abelisauridae) sowie Taxa des borealen Gondwanas (Carcharodontosauridae).
Bedeutend sind außerdem zahlreiche Funde von Krokodilverwandten (Mesoeucrocodylia), darunter das umstrittene Taxon Brasileosaurus pachecoi, sowie Notosuchidae (Adamantinasuchus navae, Mariliasuchus amarali), Goniopholidae (Goniopholis paulistanus), Baurusuchidae (Baurusuchus pachecoi, Baurusuchus salgadoensis, Baurusuchus sp., Stratiotosuchus maxhechti) und Peirosuchidae (Montealtosuchus arrudacamposi).
Erwähnenswert auch die Schildkrötentaxa Podocnemis elegans und Roxoquelis wanderlii.
Neben Resten von Fischen wurde außerdem ein Vertreter der Enantiornithes, eine Gruppe zahntragender Vögel, entdeckt.
Neben Charophyten, photosynthetisierende Eukaryoten, finden sich auch wirbellose Tiere wie Muschelschalerkrebse, Weichtiere und Muschelkrebse.
Siehe auch: Liste Dinosaurier führender Gesteinsformationen